# Emre Akkaş
Emre Akkaş (* 10. Februar 1998 in Bandırma) ist ein türkischer Fußballspieler.

## Karriere
Akkaş spielte für die Nachwuchsabteilungen Balıkesirspors und Balıkesir Büyükşehir Belediyespors und erhielt 2015 bei Ersterem einen Profivertrag. Nachdem er bis zum Mai 2017 ausschließlich in der Reservemannschaft eingesetzt worden war, gab er in der Zweitligapartie vom 8. Mai 2017 gegen Manisaspor sein Profidebüt.